# Club Náutico de Benidorm
El Club Náutico de Benidorm es un club náutico situado en Benidorm, en la provincia de Alicante (España). Cuenta con 99 amarres deportivos, para una eslora máxima permitida de 8 metros, siendo su calado en bocana de 2 m. 

## Historia
Se crea 1963 y su primer presidente fue Enrique Fernández Iruegas. La primera y única instalación fija que se monta, consiste una pequeña caseta de madera para guardar el diferente material náutico del club y de los pocos socios con embarcaciones a motor que por entonces había. Los barcos eran botados y varados sobre la arena por personal del club y con la ayuda de rulos de goma inflables. Algunos barcos se amarraban en fondeos situados dentro de la zona de resguardo que ofrecía el puerto, y mediante un pequeño bote a remo se trasladaban a sus propietarios. Posteriormente se inauguran las primeras instalaciones fijas del club, que constan de dos plantas, una baja (a nivel de playa) con de pañol de marinería, almacén motores y taquillas, y una primera planta con oficina, sala juntas, pañol de vela, servicios, salón (con una pequeña barra), y la terraza. En 1967 se realizan obras de ampliación del edificio, y añaden dos nuevos módulos

## Instalaciones
Cuenta con servicio de agua, electricidad, grúa y duchas.
Hay más sitio para todos y mejores instalaciones, pero sigue estando todo en la playa, sobre la arena. Es laborioso y pesado botar y varar las embarcaciones, además se siguen sacando barcos a la carretera cuando llegan los temporales. Las competiciones de vela van viento en popa, tanto en participación y resultados, como en organización de eventos incluidos Campeonatos y Copas de España.
El club náutico de Benidorm , cuenta con unas instalaciones remodeladas, cuenta con dos edificios, en el primero de ellos se localizan el restaurante, la oficina, la sala para socios, y un bar en la planta alta con vistas al mar.
En el otro edificio podemos encontrar el pañol de marinería, además de los vestuarios, el almacén deportivo, y una escuela.

## Actividad deportiva
El club náutico de Benidorm cuenta con un equipo de regatas, pertenecientes a vela infantil y vela ligera, como Optimist, 420, Laser 4.7 , Laser Radial, los cuales participan en regatas a nivel local, autonómico, nacional e internacional.